# Emmanuel Suhard
Emmanuel Célestin Suhard (Brains-sur-les-Marches, 5 april 1874 -Parijs, 30 mei 1949) was een Frans rooms-katholiek kardinaal en aartsbisschop. 
Suhard werd in 1897 tot priester gewijd. In 1928 werd hij bisschop van Bayeux en Lisieux. Als wapenspreuk koos hij: In fide et lenitate - In geloof en mildheid. In 1930 werd Suhard aartsbisschop van Reims. Op 16 december 1935 werd hij door paus Pius XI verheven tot kardinaal en als kardinaal-priester met titelkerk Sant'Onofrio opgenomen in het College van Kardinalen. In 1940 werd hij aartsbisschop van Parijs.
Suhard richtte in 1941 de "Mission de France" op en was belangrijk bij de ontwikkeling van het initiatief van de priester-arbeiders. Tot 1942 steunde hij de collaborerende Franse regering van Vichy, maar brak nadien wegens hun rassenpolitiek.
Generaal Charles de Gaulle was niet onder de indruk van Suhards breuk met de Nazi's en 'Vichy' en weigerde hem te ontmoeten bij de dankdienst in Parijs in 1944.
Kardinaal Suhard schreef in de late jaren veertig een aantal bevlogen pastorale vastenbrieven, waaronder Le prêtre dans la cité, die in het Nederlands is vertaald en uitgegeven als 'De priester onder de mensen'